# (38647) 2000 OW8
2000 أو دابليو 8 (ويعرف أيضًا باسم (38647) 2000 أو دابليو 8 وفق تسمية الكوكب الصغير) (بالإنجليزية: 2000 OW8)‏ هو كويكب ضمن حزام الكويكبات؛ وترتيبه 38647 من حيث الاكتشاف.
اكتُشف هذا الجُرم الفلكي بواسطة بحث لنكولن عن الكويكبات القريبة من الأرض في 31 يوليو 2000.

## وصلات خارجية
- (38647) 2000 OW8 في قاعدة بيانات مختبر الدفع النفاث لأجرام النظام الشمسي الصغيرة

- الاكتشاف · مخطط المدار ·  العناصر المدارية · المعلمات المادية

- (38647) 2000 OW8 على موقع ويكي سكاي: DSS2, SDSS, GALEX, IRAS, Hydrogen α, X-Ray, Astrophoto, Sky Map, Articles and images